# Chiesa anglicana in Giappone

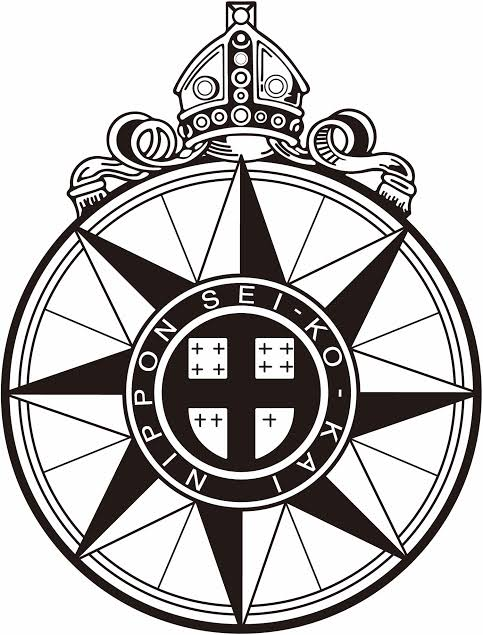
Emblema della chiesa anglicana in Giappone

La chiesa anglicana in Giappone (日本聖公会?, Nippon seikōkai) è una chiesa di comunione anglicana fondata nel 1887 che conta oltre 32 000 di membri. È considerata la terza comunità cristiana più grande del Giappone.